# Euphorbia rosescens
Euphorbia rosescens är en törelväxtart som beskrevs av E.L.Bridges och Orzell. Euphorbia rosescens ingår i släktet törlar, och familjen törelväxter. Inga underarter finns listade i Catalogue of Life.